# Football Club Tokyo 2013-2014 (pallavolo)
Questa voce raccoglie le informazioni riguardanti il Football Club Tokyo nella stagione 2013-2014.

## Stagione
Il Football Club Tokyo partecipa alla stagione 2013-14 senza alcuna denominazione sponsorizzata.
Si classifica al settimo posto in V.Premier League, mentre in Coppa dell'Imperatore e al Torneo Kurowashiki raggiunge i quarti di finale, sconfitto in entrambe le occasioni dai Panasonic Panthers.

## Organigramma societario
Area direttiva
- Presidente: Gen Taniguchi

Area tecnica
- Allenatore: Masayasu Sakamoto
- Assistente allenatore: Kodai Nakaya

## Rosa
| N° | Nome                | Ruolo | Data di nascita   | Nazionalità sportiva |
| -- | ------------------- | ----- | ----------------- | -------------------- |
| 1  | Masashi Okazaki     | S     | 30 novembre 1990  | Giappone             |
| 3  | Homare Fukuda       | S     | 12 settembre 1979 | Giappone             |
| 4  | Toku Tomoe          | P     | 15 aprile 1984    | Giappone             |
| 5  | Takashi Takenami    | C     | 24 aprile 1990    | Giappone             |
| 6  | Shōhei Yamamoto     | S     | 21 marzo 1991     | Giappone             |
| 8  | Takuya Hashimoto    | C     | 1º gennaio 1991   | Giappone             |
| 10 | Yuya Yamaoka        | P     | 17 maggio 1985    | Giappone             |
| 11 | Miroslav Gradinarov | O     | 10 febbraio 1985  | Bulgaria             |
| 12 | Atsushi Abe         | S     | 19 ottobre 1983   | Giappone             |
| 13 | Yūya Tachibana      | L     | 1º marzo 1989     | Giappone             |
| 14 | Tatsuya Kaga        | C     | 19 agosto 1982    | Giappone             |
| 15 | Hideoki Eto         | C     | 27 dicembre 1989  | Giappone             |
| 16 | Shun Takahashi      | P     | 13 gennaio 1990   | Giappone             |
| 17 | Masahiro Hashiba    | S     | 14 luglio 1984    | Giappone             |
| 18 | Yuji Yamamoto       | C     | 18 novembre 1981  | Giappone             |
| 21 | Shoutaku Suzuki     | C     | 29 settembre 1992 | Giappone             |
| 22 | Ryu Morishige       | S     | 18 luglio 1980    | Giappone             |
| 23 | Yohei Yamamoto      | L     | 11 giugno 1986    | Giappone             |
| 24 | Daisaku Nishino     | S     | 10 giugno 1982    | Giappone             |
| 28 | Kazuki Maeda        | S     | 17 luglio 1983    | Giappone             |
| 30 | Dai Tezuka          | S     | 18 novembre 1988  | Giappone             |

## Statistiche

### Statistiche di squadra
| Competizione          | Punti | In casa | In casa | In casa | In trasferta | In trasferta | In trasferta | Totale | Totale | Totale |
| Competizione          | Punti | G       | V       | P       | G            | V            | P            | G      | V      | P      |
| --------------------- | ----- | ------- | ------- | ------- | ------------ | ------------ | ------------ | ------ | ------ | ------ |
| V.Premier League      | 14    | ?       | ?       | ?       | ?            | ?            | ?            | 28     | 7      | 21     |
| Coppa dell'Imperatore | -     | -       | -       | -       | -            | -            | -            | 2      | 1      | 1      |
| Torneo Kurowashiki    | -     | -       | -       | -       | -            | -            | -            | 4      | 2      | 2      |
| Totale                | -     | ?       | ?       | ?       | ?            | ?            | ?            | 34     | 10     | 24     |

G = partite giocate; V = partite vinte; P = partite perse

### Statistiche dei giocatori
| Giocatore     | V.Premier League | V.Premier League | V.Premier League | V.Premier League | V.Premier League |
| Giocatore     | P                | PT               | AV               | MV               | BV               |
| ------------- | ---------------- | ---------------- | ---------------- | ---------------- | ---------------- |
| A. Abe        | 20               | 68               | 62               | 4                | 2                |
| H. Eto        | 25               | 150              | 100              | 47               | 3                |
| H. Fukuda     | 24               | 0                | 0                | 0                | 0                |
| M. Gradinarov | 28               | 557              | 491              | 39               | 27               |
| M. Hashiba    | 24               | 45               | 35               | 6                | 4                |
| T. Hashimoto  | 17               | 29               | 27               | 2                | 0                |
| T. Kaga       | 4                | 4                | 1                | 3                | 0                |
| K. Maeda      | 24               | 233              | 173              | 36               | 24               |
| R. Morishige  | 26               | 50               | 37               | 12               | 1                |
| D. Nishino    | 12               | 20               | 18               | 2                | 0                |
| M. Okazaki    | 6                | 6                | 6                | 0                | 0                |
| S. Suzuki     | 16               | 56               | 33               | 17               | 6                |
| Y. Tachibana  | 28               | 0                | 0                | 0                | 0                |
| S. Takahashi  | 28               | 28               | 16               | 12               | 0                |
| T. Takenami   | 1                | 0                | 0                | 0                | 0                |
| D. Tezuka     | 20               | 176              | 155              | 17               | 4                |
| T. Tomoe      | 3                | 0                | 0                | 0                | 0                |
| S. Yamamoto   | 26               | 189              | 156              | 17               | 16               |
| Yo. Yamamoto  | 14               | 0                | 0                | 0                | 0                |
| Yu. Yamamoto  | 20               | 85               | 49               | 35               | 1                |
| Y. Yamaoka    | 26               | 14               | 3                | 6                | 5                |

P = presenze; PT = punti totali; AV = attacchi vincenti; MV = muri vincenti; BV = battute vincenti

NB: Non sono disponibili i dati relativi alla Coppa dell'Imperatore, al Torneo Kurowashiki e di conseguenza quelli totali